# CDC Cyber
La gamma de superordinadors mainframe CDC Cyber (excepte els miniordinadors Cyber 18 i Cyber 1000) eren els productes inicials que l'empresa Control Data Corporation (CDC) va desenvolupar durant les dècades 1970 i 1980. En aquelles dates, els Cyber tenien l'arquitectura d'ordinador usada en el sector de la informàtica científica i càlculs matemàtics intensius. Van ser utilitzats pel modelat amb fluxos fluids, anàlisi d'estrès en estudis de materials, anàlisi de mecanització electroquímica, anàlisi probabilista, energia i informàtica acadèmica, modelat d'apantallament de radiació, i altres aplicacions.

## Models
La serie Cyber va incloure cinc models molt diferents d'ordinador:
- Els 70 i 170 es van basar en l'arquitectura de la CDC 6600[5] i CDC 7600
- Les sèries 180 varen desenvolupar-se al Canadà
- Les sèries 200 es varen basar en el CDC-STAR 100
- El Cyberplus o Processador Flexible Avançat (AFP)
- El 8 miniordinador Cyber 18 basat en la CDC 1700

Principalment dirigits a grans aplicacions per oficina, en comptes de les tasques tradicionals dels ordinadors més potents, alguns Cyber incloïen instruccions vectorials bàsiques afegides.

### Sèries Cyber 70 i 170

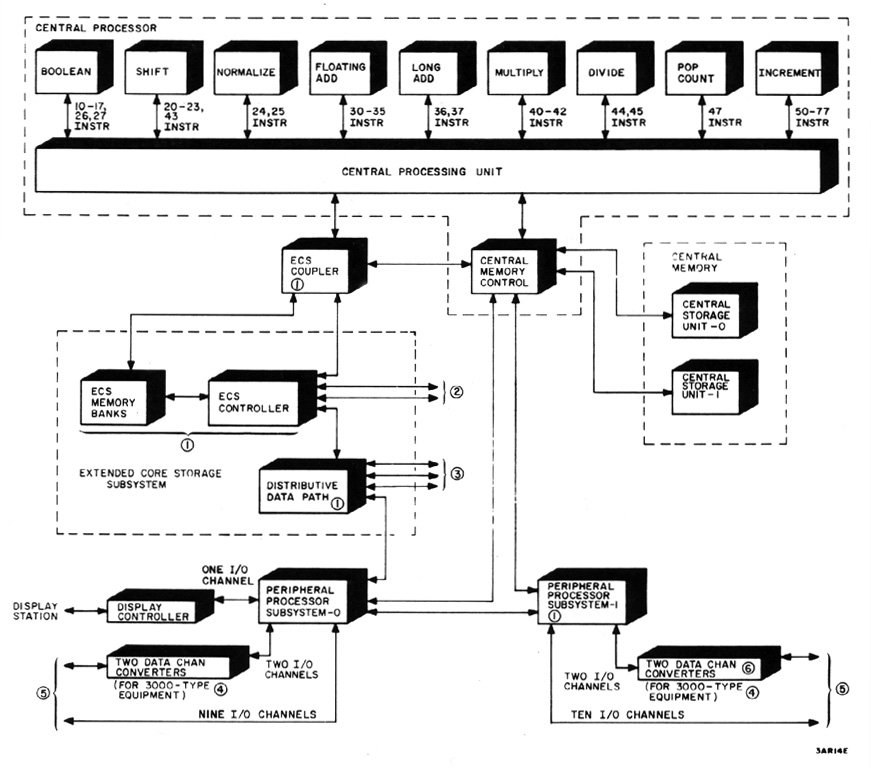
Arquitectura de maquinari de la CDC Cyber 170 ordinador de sèrie

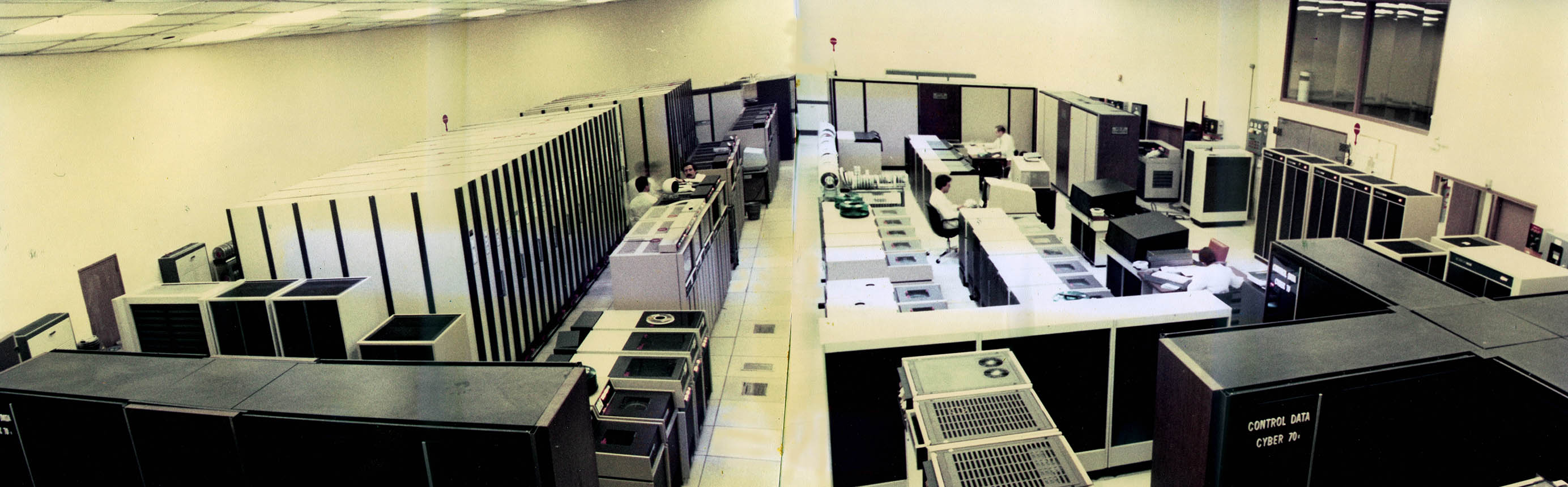
Un centre de càlcul a Catalunya amb 4 ordinadors CDC Cyber (2 Cyber 70 i 2 170)

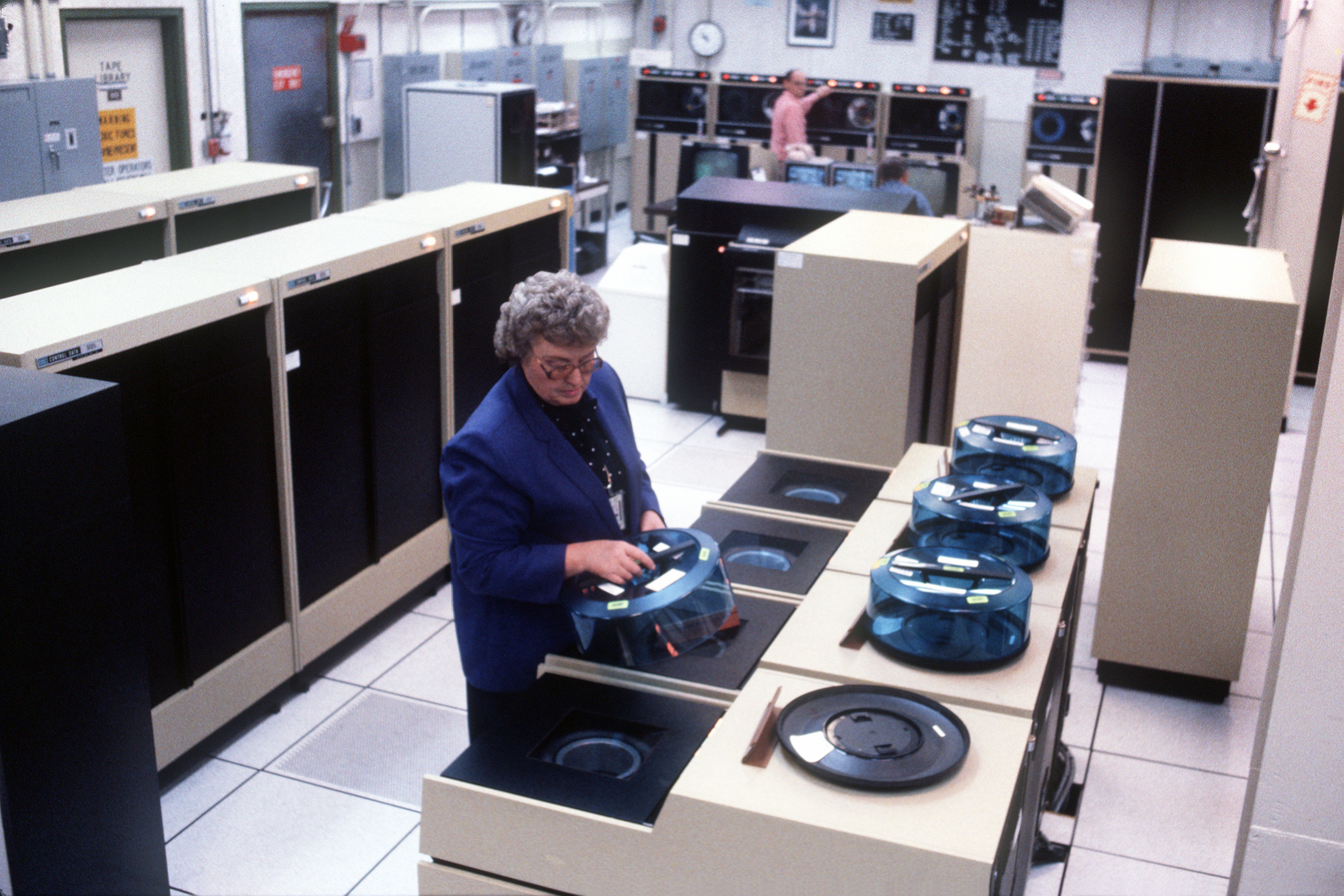
Un Cyber 170, any 1986

El processador central (CPU) i la memòria central (CM) usaven paraules de 60 bits. En l'argot de CDC, el byte es referia a entitats de 12 bits (que coincidia amb la mida de paraula utilitzada pels processadors perifèrics). Els caràcters eren de sis bits, els codis d'operació eren de sis bits, i les adreces de memòria central eren de 18 bits. Les instruccions del processador central eren de 15 o de 30 bits. El processador central no tenia instruccions d'entrada-sortida, que eren delegades als processadors perifèrics (PP).

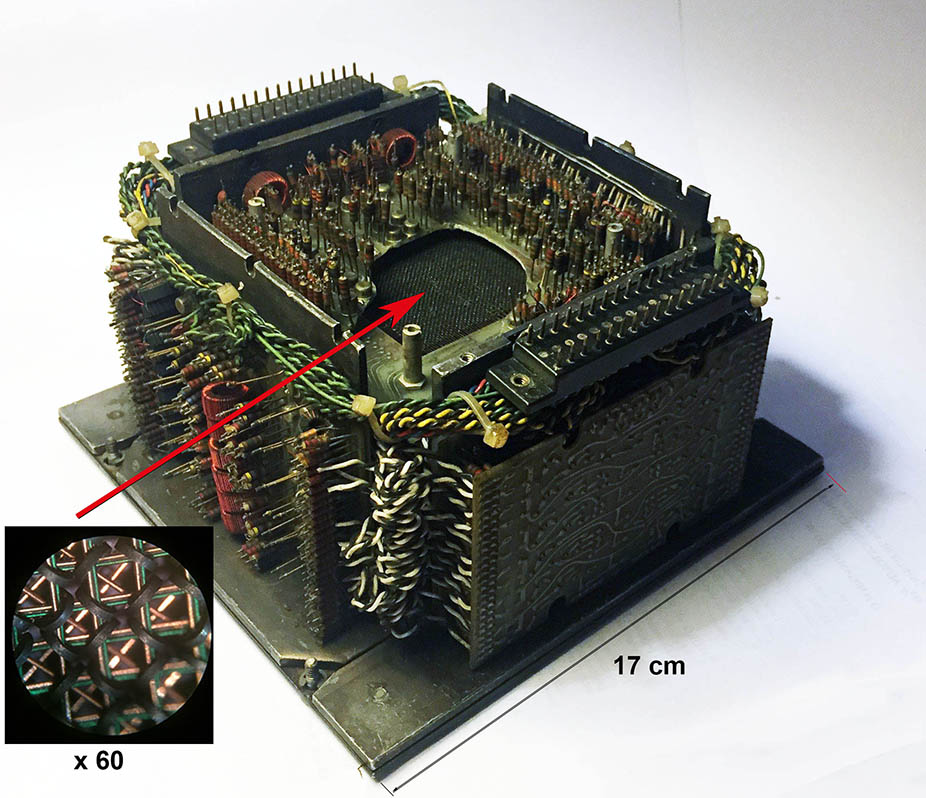
Memòria de un Cyber 6000 PPU mostrant els torus de ferrita.

Així com amb sistemes anteriors, la sèrie del Cyber 170 tenien vuit registres de 18 bits de direccionament (A0 a A7), vuit registres de 18 bits d'indexació (B0 a B7), i vuit registres d'operands de 60 bits (X0 a X7). Set dels registres A eren vinculats al seu corresponent registre X. Del A1 al A5 llegien l'adreça i la col·locaven en el registre X1 a X5 corresponent. D'aquesta forma, el A6 o el A7 escrivien el registre corresponent X6 o X7 registre a memòria central a l'adreça escrita al registre A. El A0 era un registre per esborrany.
Les CPU de nivell més alt tenien unitats funcionals múltiples (p. ex., desplaçament, increment, suma en coma flotant) que permetien algun grau d'execució paral·lela d'instruccions. Amb aquesta tècnica, un programador especialitzat a escriure codi assemblador Cyber podia escriure codi extremadament eficaç que augmentava la potència del maquinari.
El subsistema de processadors perifèrics va utilitzar una tècnica anomenada tonell i ranura per compartir la unitat de procés; cada PP tenia la seva memòria i registres pròpis, però el processador (accessible en el temps de la ranura) executava una instrucció de cada PP a cada volta (el tonell). Això és una forma primitiva de maquinari multiprogramador. Els processadors perifèrics tenien 4096 bytes de paraules de memòria de 12 bits i un registre acumulador de 18 bits. Cada PP tenia accés a tots els canals d'entrada/sortida i a tota la memòria central del sistema (CM) a més de la memòria pròpia del PP. Les instruccions de PP no tenien, per exemple, capacitat extensa d'aritmètica i no executaven codi d'usuari; el propòsit del subsistema de processador perifèric era per processar I/O alliberant el processador central més potent per executar càlculs d'usuari.
Una característica dels CPU dels Cyber de baixa gama era la "Unitat de comparació i desplaçament" (CMU) que proporcionava quatre instruccions addicionals per aplicacions de processament de text.
Els sistemes posteriors usaren el sistema NOS (Sistema operatiu de Xarxa). La versió 1 de NOS va funcionar fins a ser actualitzat, aproximadament, l'any 1981; la versió de NOS 2 va ser implantada a començaments de l'any 1982. El predecessor del NOS era Kronos que era l'usat habitualment fins a l'any 1975. A causa de la forta dependència en desenvolupar aplicacions, moltes instal·lacions van escollir usar els sistemes operatius més vells en lloc de convertir les seves aplicacions.
A l'estat espanyol es varen instal·lar una desena d'ordinadors Cyber en la dècada de 1980 i algun miniordinador de CDC. Els Cyber eren instal·lats en centres de procés de dades d'empreses d'enginyeria, al CSIC a Madrid. La foto mostra aquest ordinador instal·lat en una empresa de serveis bancaris a la comarca del Vallès.

### Sèrie Cyber 180
sEl desenvolupament del Cyber 180 va començar en el Advanced Systems Laboratory, desenvolupament conjunt entre CDC i NCR que va començar el 1973 a, Califòrnia. El programari que varen desenvolupar era el que es va anomenar PASCAL-X i finalment Cybil. L'aventura conjunta va ser abandonada el 1976, amb CDC que va continuar el desenvolupament de sistema i rebatejant el Cyber 80 com Cyber 180. Les primeres màquines de la sèrie van ser anunciades el 1982 i l'anunci del sistema operatiu NOS/VE es va fer el 1983.
Mentre el món d'informàtica s'estandarditzava al byte de 8 bits, els clients de CDC van començar a demanar que les màquines Cyber fessin el mateix. El resultat era una sèrie nova de sistemes que podrien operar en ambdós modes 60 i 64 bits. El sistema operatiu era NOS/VE i usava les capacitats de memòria virtual del maquinari.
Les màquines en modes 180 real eren processadors que podien executar conjunts d'instruccions simultàniament. El seu maquinari era completament diferent dels inicials 6000/70/170.
Els 180 eren inicialment comercialitzats com màquines 170/8xx sense esmentar del nou sistema 8/64 bits.
Els processadors perifèrics en els 180 eren màquines de 16 bits amb el bit de signe que determinava si una instrucció de PP a executar era de 16/64 bits o 12/60 bits.

### Cyber 200 sèries
A 1974 CDC va introduir l'arquitectura STAR (estrella) el qual era un sistema totalment nou de 64 bits amb instruccions vectorials i memòria virtual que van afegir per instal·lacions d'alta complexitat i seguretat en tasques matemàtiques.

### Cyberplus (Processador Flexible Avançat, AFP)
Cada Cyberplus és un processador de 16 bits amb capacitats opcionals de coma flotant en 64 bits i té 256 K o 512 K paraules memòria de 64 bit. L'AFP era la successora al Processador Flexible (FP), el disseny del qual el desenvolupament va començar dins 1972 sota circumstàncies de projecte secret dirigit a processar equips de radar i dades d'imatge de fotografies.
Com a mínim, vint-i-una instal·lacions amb multiprocessador Cyberplus eren en funcionament l'any 1986. Aquests sistemes de processament paral·lel incloïen d'un a dos-cents cinquanta-sis processadors Cyberplus que proporcionaven 250 MFLOPS cada un.
Programari inclòs amb el Cyberplus
- Programari de sistema operatiu
- Compilador del FORTRAN
- MICA (ensamblador de llenguatge màquina)
- Utilitat de càrrega d'arxius
- ECHOS (simulador)
- Depurador
- Utilitat de Dump
- Utilitat analitzadora de Dump
- Programari de manteniment

El Cyberplus s'utilitzava a la Universitat de Georgia (EUA) i al Gesellschaft für Trendanalysen (GfTA) (Associació per Anàlisis de Tendència) a Alemanya, entre altres llocs.
Un processador Cyberplus 256 totalment configurat tindria un rendiment teòric de 64 GFLOPS i el seu pes seria al voltant de 256 tones. Un sistema de nou unitats era reconegudament capaç de fer l'anàlisi comparativa sobre imatges d'un megapíxel a un ritme d'un parell d'imatges cada segon.